# Ryosuke Sakazume
Ryosuke Sakazume est un patineur de vitesse sur piste courte japonais.

## Biographie
Il essaie le short-track pour la première fois à l'âge de quatre ans, lors d'un voyage à Chicago. En troisième année d'école primaire au Japon, il se met à pratiquer le patinage de vitesse sur piste courte de façon régulière.

## Carrière

### Jeux olympiques de Sotchi
En 2013, aux Championnats du monde, il se fracture le tibia en tombant en demi-finale du 500 mètres. Il se place neuvième au classement général, le 500 mètres étant la dernière distance de la compétition.
Aux épreuves de patinage de vitesse sur piste courte aux Jeux olympiques de 2014, il arrive 22e au 1 000 mètres et 24e au 1 500 mètres.

### Jeux olympiques de Pyeongchang
À la première manche de la Coupe du monde, il arrive 13e au 500 mètres. Avec l'équipe japonaise, constituée de Kazuki Yoshinaga, Keita Watanabe et Hiroki Yokoyama, il obtient une médaille de bronze au relais. Lors de la deuxième manche, il chute dès le premier tour du 500 mètres. L'équipe de relais, de la même composition qu'à la manche précédente, arrive en quatrième place de la finale A.